# Mamá cumple cien años
Mamá cumple cien años és una pel·lícula espanyola dirigida el 1979 per Carlos Saura, que, a més, va escriure el guió juntament amb Rafael Azcona. La pel·lícula és una comèdia que continua la sèrie iniciada amb Ana y los lobos que Saura va dirigir el 1973. Els personatges són els mateixos, però el caràcter fantàstic del relat és més accentuat. Ha estat doblada al català.

## Argument
Tota una família, incloent-hi la institutriu, Ana, es reuneix al vell casalot al voltant d'una dona gran que complirà cent anys. Ana arriba al lloc i troba els diferents membres organitzant la festa, en una trobada en què reviuen el passat, amb tots els seus conflictes, tensions i interrelacions. L'estructura familiar pesa sobre seu.

## Repartiment
- Geraldine Chaplin: Ana
- Amparo Muñoz: Natalia
- Fernando Fernán Gómez: Fernando
- Norman Briski: Antonio
- Rafaela Aparicio: la mare que fa cent anys.
- Charo Soriano: Luchi
- José Vivó: Joan
- Àngels Torres: Carlota
- Elisa Nandi: Victòria
- Rita Maiden: Solange
- Monique Ciron: Anny
- José María Prada: José

## Premis i nominacions

### Premis
- 1979: Festival Internacional de Cinema de Sant Sebastià: Premi Especial del jurat
- 1979: Chicago: Premi al millor guió

### Nominacions
- 1980. Oscar a la millor pel·lícula de parla no anglesa